# Empoasca monrosi
Empoasca monrosi är en insektsart som beskrevs av Ross 1959. Empoasca monrosi ingår i släktet Empoasca och familjen dvärgstritar. Inga underarter finns listade i Catalogue of Life.